# 藤原冬嗣
藤原冬嗣（日语：／ Fujiwara Fuyutsugu)，平安时代初期的公卿、詩人。藤原北家，右大臣，藤原内麻呂次子，官位為正二位、左大臣，死後贈太政大臣，稱號閑院大臣。

## 政治經歷

### 桓武、平城天皇
藤原冬嗣在桓武天皇年間任職於刑部省大判事，和天皇的禁軍，806年(大同元年)平城天皇即位後，敘任皇太弟賀美能親王之春宮大進，相當於中國的太子詹事，在平城一朝輔佐皇太弟，在朝廷中升任至右少弁。

### 嵯峨天皇
809年(大同四年)，嵯峨天皇即位，再入天皇禁軍，由於嵯峨任儲君時，冬嗣便輔佐之，因此嵯峨天皇非常信任冬嗣。810年嵯峨天皇為對抗平城天皇，必須有特殊機構傳遞機密，因此設立嵯峨天皇的秘書機關藏人所，由藤原冬嗣與巨勢野足擔任藏人頭。
810年9月發生平城上皇之变，冬嗣長兄藤原真夏被迫下台。隔年升任參議。812年(弘仁三年)10月，父親藤原內麻呂病逝，嵯峨天皇升藤原園人為右大臣主導政權，圓人基於律令制度背後的儒家思想，採取救濟貧民，抑制有力貴族與寺社(權門)的政策。圓人成為藤原氏的領導者，但冬嗣因為與圓人採取不同的政治立場而對抗。
當時嵯峨天皇的皇后人選有橘嘉智子與高津内親王，815年嵯峨天皇立為皇后，橘嘉智子與冬嗣之妻藤原美都子為遠親，而且橘嘉智子之父親已死，不會成為外戚，威脅藤原北家的地位，因此立橘嘉智子為皇后，被認為有藤原冬嗣的介入。冬嗣因為成功擁立橘嘉智子為皇后，而權勢提升。
818年藤原園人去世，之後掌權的藤原冬嗣改變藤原圓人的政策，藉以鼓勵田地開墾。律令制原本的根基為對個人的掌握與課稅，但冬嗣重視對土地課稅以順應律令制崩壞的趨勢。冬嗣以嵯峨天皇藏人頭身分活躍、使該職務的權勢抬頭。此外，嵯峨天皇時期，編纂並施行作為律令的追加與實施細則的格式--弘仁格式，為三代格式之首。
823年嵯峨天皇讓位於三弟淳和天皇，但立自己的兒子為淳和的皇太子，即日後的仁明天皇，嵯峨雖然退位但仍掌權。藤原冬嗣則將女兒藤原順子嫁給仁明天皇，並使兒子藤原良房娶嵯峨天皇之女源潔姬為妻，藉此成為外戚鞏固地位。

### 淳和天皇
825年藤原冬嗣升任左大臣，不過隔年便去世，享年52歲。冬嗣的政治路線由其子藤原良房繼承。850年其外孫文德天皇繼位之際，追贈為太政大臣。

## 其他成就
據日本後紀記載，藤原冬嗣有才能、度量，性格隨和，文武兼備，能夠以寬容的態度與人打交道，獲得人的喜悅。而且樂於施予施捨貧民。其受嵯峨天皇之命編撰律令施行細則『弘仁格式』、史書『日本後紀』、儀式規範『内裏式』、漢詩集文華秀麗集。冬嗣的漢詩作品還收錄於凌雲集、經國集，其精通中國古籍，這符合傾慕中國文化的嵯峨天皇之期待。另外藤原冬嗣也有和歌作品，後撰和歌集收錄4首冬嗣的和歌作品。
除了在政治領域活躍外，藤原冬嗣也注重藤原氏子孫的教育，在821年設立勸學院，作為藤原氏子孫的大學別曹(教育機構)，並協助施藥院的經營。813年藤原氏的氏寺興福寺的南圓堂建設時，冬嗣在堂中供奉其父親所做的不空羂索觀音佛像。

## 家谱
- 父亲：藤原內麻呂
- 母亲：百済永継（日语：百済永継），之後成為桓武天皇女嬬
- 哥哥：藤原真夏
- 妻子：藤原美都子
  - 长子：藤原长良（802-856）
  - 二子：藤原良房（804-872）
  - 五子：藤原良相（811-867）
  - 长女：藤原順子（809-871）—仁明天皇女御、文德天皇母
- 妻子：百济王仁贞之女
  - 三子：藤原良方（？ -？ )
- 妻子：安倍男笠之女
  - 四子：藤原良輔（？ -？ )
  - 六子：藤原良門
- 妻子：嶋田村作之女（？ -860)
  - 七子：藤原良仁（819-860）
- 妻子：大庭王之女
  - 八尾：藤原良世（823-900）
- 妻子：不详
  - 二女：藤原古子-文德天皇女御